# Citharidium ansorgii
Citharidium ansorgii – gatunek słodkowodnej ryby kąsaczokształtnej z rodziny prostnikowatych (Citharinidae), jedyny przedstawiciel rodzaju Citharidium. Występuje w trzech lokalizacjach w dorzeczu rzeki Niger na terenie Nigerii i w delcie Nigru w Mali. Dorasta do około 70 cm długości i 9 kg masy ciała.